# Ferdinand Schrottenbach
Ferdinand Schrottenbach (* 23. Oktober 1957 in Villach; † 16. März 1991 in Wien) war ein österreichischer Polizeibeamter vom Dienstgrad eines Revierinspektors, der im Dienst gewaltsam ums Leben kam. Die Schrottenbachgasse in Wien/Währing ist nach ihm benannt.
Am 16. März 1991 verübte der 22-jährige Gymnasiast Harald S. einen bewaffneten Raubüberfall auf eine Billa-Filiale in der Franz-Klein-Gasse im 19. Wiener Gemeindebezirk (Döbling), erbeutete mehrere tausend Schilling und lief Richtung Währinger Park. Über Funk erhielten die Polizisten vom Streifenwagen „Ida 1“ den Befehl, die Verfolgung des Räubers aufzunehmen. In der Nähe der Stadtbahnstation Nussdorfer Straße begegneten sie einem jungen Mann, auf den die Täterbeschreibung passte. Schrottenbach und sein Kollege eskortierten den Mann auf Grund des mangelnden Funkkontaktes in einen Durchgang zwischen der Währinger Straße und der Semperstraße, wo Schrottenbach ihn aufforderte, sich auszuweisen. Im Zuge der versuchten Personendurchsuchung wich S. zurück, zog eine Faustfeuerwaffe und tötete Schrottenbach durch einen Herzschuss. Sein Kollege konnte den Täter mit einem Schuss in die Hand außer Gefecht setzen und festnehmen. S. wurde zu 20 Jahren Freiheitsstrafe verurteilt, wurde jedoch bereits früher aus der Haft entlassen. Schrottenbach wurde am 26. März 1991 in Krumbach bestattet. Zehn Tage später erwiesen 3000 Polizisten ihrem toten Kollegen mit einem Schweigemarsch durch die Wiener Innenstadt die letzte Ehre. Zu seinem Gedenken wurde 1992 im 18. Bezirk eine Straße Schrottenbachgasse benannt. Er hinterließ eine Frau und einen 4-jährigen Sohn. 
Sein Tod führte zu einer Resolution betreffend eines Entschädigungsgesetzes für Polizeibeamte, das die Übernahme von Verdienstentgang und Schmerzensgeld bei unbekannten und zahlungsunfähigen Tätern durch den Staat vorsieht. Eine weitere Forderung
betraf Sonderbestimmungen im Pensionsgesetz und im B-KUVG, wenn Polizeibeamte durch Vorsatzdelikte arbeitsunfähig oder getötet werden. Am 11. Juni 1991 fand in Wien eine Kundgebung statt an der ca. 16.000 Polizisten, Kriminalbeamte und Gendarmeriebeamte über die Ringstraße zum Ballhausplatz zogen.
Mit dem Bundesgesetzblatt (BGBL) 177/1992 trat am 1. April 1992 das WHG – Bundesgesetz über die besondere Hilfeleistung an Wachebediensteten des Bundes und deren Hinterbliebene (Wachebediensteten-Hilfeleistungsgesetz – WHG), als sog. „Muss“-Bestimmung in Kraft. Mit diesem Gesetz war der Bund verpflichtet, Wachebedienstete oder deren Hinterbliebenen eine besondere Hilfeleistung durch Auslobung (ABGB) zu erbringen (Im Todesfall; 1 Million Schilling). Unterzeichnet wurde die Bestimmung vom damaligen Staatssekretär Peter Kostelka, Innenminister Franz Löschnak, Bundeskanzler Franz Vranitzky und Bundespräsident Kurt Waldheim. Den Beamten des Exekutivdienstes, die die Voraussetzungen des § 4 des Wachebediensteten-Hilfeleistungsgesetzes, BGBl. Nr. 177/1992, erfüllen, kann, wenn eine gerichtliche Entscheidung über den geltend gemachten Schmerzensgeldbetrag nicht zulässig ist oder nicht erfolgen kann, eine einmalige Geldaushilfe bis zur Höhe des dreifachen Gehaltes (einschließlich allfälliger Teuerungszulagen) der Gehaltsstufe 2 der Dienstklasse V der Beamten der Allgemeinen Verwaltung gewährt werden. Abweichend von § 1 gilt dies auch für im Exekutivdienst verwendete Vertragsbedienstete.